# 白井文
白井 文（しらい あや、1960年（昭和35年）5月23日 - ）は、日本の政治家。ブラザー工業社外取締役。旧姓は久保田。
兵庫県尼崎市長（2期）、阪神水道企業団議会副議長、尼崎市議会議員（2期）を務めた。

## 概要
兵庫県尼崎市生まれ。出生時の名前は幸子（さちこ）。親和女子高等学校卒業後、大阪外国語大学外国語学部に入学。1979年、全日本空輸に入社したため、大学を休学（のちに中退）。全日空ではキャビンアテンダントを務める。1990年に全日空を退社し、人材育成コンサルタントに転身した。以後、姓名判断により本名の「幸子」ではなく通称名「文」を名乗る。
1992年から1997年まで大阪YMCA国際専門学校講師を務める。1992年に尼崎市議会において大規模な不正出張が発覚。この事件に怒りを覚え、1993年、尼崎市議会議員選挙に出馬し、初当選した。1997年に再選。2001年の市議選には出馬せず、前職の人材育成コンサルタント業に戻った。
2002年11月17日に行われた尼崎市長選挙に日本共産党の支持と市職員労働組合の支援を受けて出馬。自民・民主・公明・自由・保守5党が相乗りした3選をめざす現職の宮田良雄を破り、初当選した。兵庫県の女性市長は史上2人目（1人目は元芦屋市長の北村春江）。同時に戸籍名も「文」に改める。12月12日、市長就任。
※当日有権者数：人 最終投票率：32.25%（前回比：pts）
| 候補者名 | 年齢 | 所属党派 | 新旧別 | 得票数   | 得票率 | 推薦・支持                                       |
| -------- | ---- | -------- | ------ | -------- | ------ | ------------------------------------------------ |
| 白井文   | 42   | 無所属   | 新     | 62,308票 | 52.06% | （支持）日本共産党                               |
| 宮田良雄 | 75   | 無所属   | 現     | 57,385票 | 47.94% | （推薦）自民党・民主党・公明党・自由党・保守新党 |

2006年11月、尼崎市長選挙で自民・公明2党が推薦する元市議の谷川正秀（参議院議員（当時）・谷川秀善の長男）を大差で破り、再選。
2008年、道路特定財源の維持を求める全国の首長による嘆願書の署名を拒否した。
2010年9月、尼崎市議会で11月に行われる尼崎市長選挙に出馬しない意向を表明した（後任は稲村和美）。
2011年6月、グンゼ社外取締役に就任。
2019年6月、ブラザー工業社外取締役に就任。

## メディア出演
- ウェークアップ!ぷらす（読売テレビ）
- 伊藤史隆のOn-site RADIO（ABCラジオ、番組初回の2016年3月28日放送分にゲスト出演）

## 関連人物
- 勝谷誠彦 - 小学生時代の同級生。勝谷本人のブログには時々白井の名前が挙がっていた。
- 中川智子 - 宝塚市長。元社会民主党衆議院議員。兵庫県で3人目の女性市長。
- 北村春江 - 元芦屋市長。兵庫県初の女性市長（2003年退任）。